# Made in Europe
Made in Europe jest zapisem koncertu zespołu Deep Purple zarejestrowanego pod koniec roku 1975, w którym wziął jeszcze udział Ritchie Blackmore. Album wydany został w roku 1976 już po rozpadzie zespołu. Na płycie przedstawiono utwory zarejestrowane podczas koncertów 4 kwietnia 1975 w Grazu w Austrii, 5 kwietnia 1975 w Saarbrücken w Niemczech i 7 kwietnia 1975 w Paryżu przez Rolling Stones Mobile. Według załączonych notatek na Mk III: The Final Concerts materiał zaprezentowany na Made in Europe pochodzi głównie z Saarbrücken. Dodatkowo mówi się o tych występach, że zostały gruntownie oczyszczone z hałasu i oklasków oraz uzupełnione overdubbingiem. Z pewnością użyto zapętlonej taśmy z oklaskami i gwizdami fanów.
Album zmontowany przez Micka Mckenna, Tapani i Martina Bircha, zmiksowany przez Iana Paice’a i Martina Bircha.
Przez ponad 20 lat nakład tej płyty wyczerpał się w Stanach Zjednoczonych i został ponownie wydany przez Friday Music 31 lipca 2007 (wraz z Stormbringer i Come Taste the Band).

## Lista utworów
| Nr | Tytuł utworu         | Autor                                                   | Długość |
| -- | -------------------- | ------------------------------------------------------- | ------- |
| 1. | „Burn”               | David Coverdale, Ritchie Blackmore, Jon Lord, Ian Paice | 7:32    |
| 2. | „Mistreated”         | David Coverdale, Ritchie Blackmore                      | 11:32   |
| 3. | „Lady Double Dealer” | David Coverdale, Ritchie Blackmore                      | 4:15    |
| 4. | „You Fool No One”    | David Coverdale, Ritchie Blackmore, Jon Lord, Ian Paice | 16:42   |
| 5. | „Stormbringer”       | David Coverdale, Ritchie Blackmore                      | 5:38    |
|    |                      |                                                         | 45:39   |

Utwór 1, 2 i 4 pochodzi z albumu Burn, zaś 3 i 5 z albumu Stormbringer.

## Wykonawcy
- Ritchie Blackmore – gitara
- David Coverdale – śpiew
- Glenn Hughes – gitara basowa i śpiew
- Jon Lord – organy Hammonda i instrumenty klawiszowe
- Ian Paice – perkusja